# 帕克利翁區

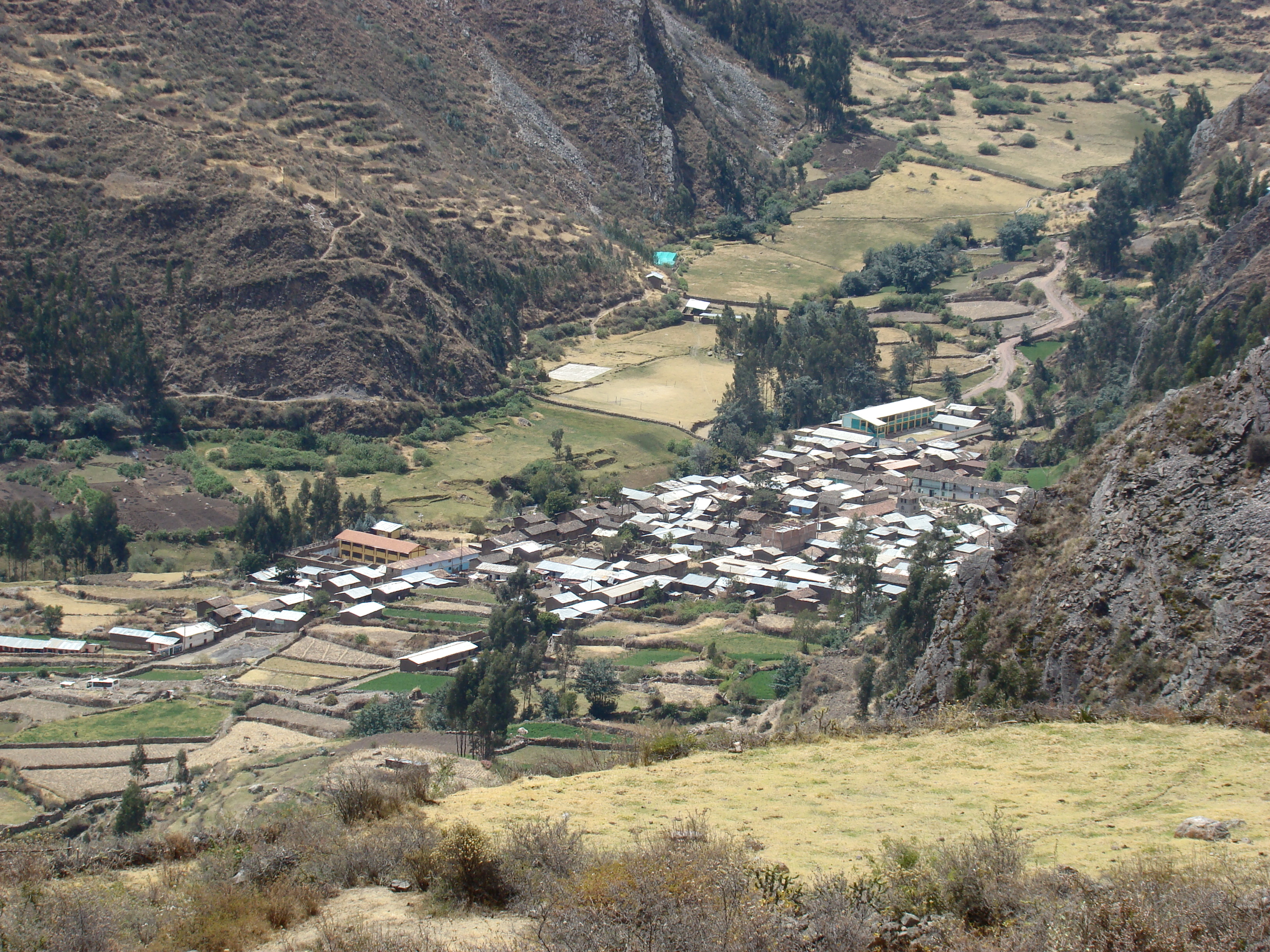

帕克利翁區（西班牙語：Distrito de Pacllón），是秘魯的一個區，位於該國北部安卡什大區的博洛涅西省，始建於1857年1月2日，面積211.98平方公里，海拔高度3,292米，2005年人口1,349，人口密度為每平方公里6.4人。
10°18′00″S 77°07′01″W / 10.30000°S 77.11694°W